# Echinapoderus
Echinapoderus es un género de gorgojos de la familia Attelabidae. En 1926 Voss describió el género. Esta es la lista de especies que lo componen:
- Echinapoderus aculeatus
- Echinapoderus decolor
- Echinapoderus ebeninus
- Echinapoderus enoplus
- Echinapoderus horridulus
- Echinapoderus horridus
- Echinapoderus kilimanus
- Echinapoderus partitialis
- Echinapoderus schroederi
- Echinapoderus tristicula
- Echinapoderus ugandaensis
- Echinapoderus ugandensis